# Feszültségsokszorozó
A feszültségsokszorózó egy olyan áramkör, amely a bemeneti váltófeszültségből állít elő olyan egyenfeszültséget, amelynek értéke a bemeneti váltófeszültség effektív értékének többszöröse.
Az energiamegmaradás elve a feszültségsokszorozókra is érvényes, minél nagyobb feszültséget állítunk elő, annál kisebb lesz a feszültségsokszorozó terhelhetősége.

## Alkalmazási területei
Feszültségsokszorozókat olyan áramkörök táplálására használnak, amelyek nagy feszültséget igényelnek, viszont működésük nem igényel nagy terhelőáramot.
- Feszültségsokszorozóval állították elő a képcsöves televíziók és CRT monitorok képcsövei számára a több kV-os anódfeszültséget.
- A kezdetleges felépítésű részecskegyorsítók (ún. kaszkádgyorsító) táplálását is feszültségsokszorozóval oldották meg.
- Részecskedetektorok detektorcsöveinek táplálása
- Fotoelektron-sokszorozók táplálása (pl. infratávcső)

## Villard feszültségkétszerező[1]
A Villard-kapcsolás egy egyfokozatú feszültségkétszerező kaszkádáramkör.
Az áramkörben a bemenő váltófeszültség (Pr1.Vt) negatív félperiódisai közelítőleg csúcsfeszültségre töltik fel a C1 kondenzátort. Így a D1 dióda kapcsain megjelenő feszültség:
{\displaystyle U_{D1}=U_{C1}+U_{be}sin(\omega t)}
A D1 dióda kapcsain tehát a feszültség az UC1 egyenfeszültség által a pozitív feszültségtengelyen eltolt Ube csúcsértékű szinuszos feszültség lesz, ami a pozitív csúcsoknál kétszerese a bemeneti feszültség csúcsértékének (Pr2.Vt). A feltöltött pufferkondenzátor miatt a D1 diódát záróirányban kétszeres csúcsfeszültség veszi igénybe.
A kapcsolás másik rész a D2 diódából és a C2 kondenzátorból álló csúcsegyenirányító.Ennek az egyenirányítónak a bemeneti feszültsége a D1 diódán megjelenő lüktető pozitív egyenfeszültség, aminek már nincs negatív komponense. Ez azt jelenti, hogy a D2 dióda e lültető feszültség csúcsértékére tölti a C2 pufferkondenzátort. Így a kimeneti kapcsokon (a búgófeszültségtől eltekintve) kétszerezett egyenfeszültséget kapunk (Pr3.Vt).
A Villard-kapcsolás előnye, hogy a bemeneti és kimeneti pontok hideg vége közös.
A Villard-kapcsolás hátránya, hogy a C2 pufferkondenzátort a kétszeres, kimenő feszültségre kell méretezni.

## Delon-hidas feszültségkétszerező[1]
A Delon-híd ellentétesen polarizált egyutas egyenirányítókból áll. A kimeneti feszültség a két egyenirányító egyenfeszültségeinek összege lesz.
A bemeneti váltófeszültség (Pr1.Vt) negatív félperiódusában a D1 diódán keresztül a C1 kondenzátor töltődik csúcsfeszültségre, a pozitív félperiódusban pedig a D2 diódán keresztül a C2 kondenzátor.
A Delon híd kimeneti feszültsége (terhelés nélkül) a két pufferkondenzátoron lévő feszültségek összegével egyenlő.
A Delon-hidas kapcsolás előnye, hogy mind a diódák, mind a kondenzátorok feszültségtűrése a bemeneti feszültségre méretezhetőek.
A Delon-hidas kapcsolás hátránya, hogy a kimenetének egyik pontja sem kapcsolható a közös földponthoz. Ha a közös földponthoz szeretnénk csatlakoztatni a hídkapcsolás kimenetének egyik pontját, akkor elválasztótranszformátoron keresztül kell megtáplálnunk.

## Kaszkád kapcsolású feszültségsokszorozó
Amikor a feszültségkétszerező áramkörrel nem tudunk elegendő nagyságú feszültséget előállítani, akkor alkalmazhatjuk a kaszkád kapcsolású feszültségsokszorozó kapcsolásokat.
Ezek az áramkörök n fokozatból állnak, és mindegyik fokozat
{\displaystyle U_{X}={\sqrt {2U_{eff}}}}
feszültségre tölti fel a CX kondenzátorokat.
A feltöltött kondenzátorok gyakorlatilag úgy viselkednek, mintha akkumulátorcellákat kapcsolnánk sorba.
Előnyei:
- A kondenzátorok és a diódák feszültségtűrése mindegyik fokozatban elegendő, ha UCmax=2Ube
- A bemenő feszültség értékétől és a fokozatok számától függően bármekkora feszültség előállítható[3]
- Ha nagyfrekvenciás váltófeszültséget sokszorozunk, kisebb kapacitású, fóliakondenzátorok is alkalmazhatók.

Hátrányai
- Minél több fokozatot építünk össze, annál kisebb árammal terhelhető